# N번방 사건
n번방 사건(-番房 事件, 영어: Nth Room Case)은 2018년 하반기부터 2020년 3월까지 텔레그램, 디스코드, 라인, 위커, 와이어, 카카오톡 등등의 메신저 앱을 이용하여 피해자들을 유인한 뒤 협박해 성착취물을 찍게 하고 이를 유포한 디지털 성범죄, 성 착취 사건이다. 피해자는 중학생 등 미성년자를 대거 포함하는데, 수사 종료 시점 실제 피해자는 60-70명이나 피해자들을 특정하는 것을 막기 위해 정확한 피해자 수는 밝히지 않았다. 범죄 가담자 규모는 2020년 3월 경찰 발표 기준, 영상 소지 · 배포자를 포함해 최소 6만명 이상이다.

## 사건 경위

### n번방
2019년 2월에 가해자들이 성 착취 사진을 올리고 신상정보까지 공유하는 텔레그램 채팅방이 있다는 사실이 디시인사이드의 야구 갤러리 및 수능 갤러리, 일베저장소 등의 커뮤니티에 알려졌다. ‘갓갓’이라는 닉네임은 트위터 일탈계정(자신의 알몸이나 성교행위, 자위행위 등을 찍어서 올리는 계정)을 운영하는 여성들을 목표로 삼았다. 그는 '사이버수사대입니다. 음란물 제작 및 유포 혐의로 신고되었으니 아래 링크를 통해 진술하십시오'라는 메시지와 함께 해킹링크를 보내 여성들의 신상정보를 얻어, 그들을 협박하여 수치스러운 동영상이나 성착취 동영상을 강제로 찍게 하였다. 이렇게 만든 영상들은 ‘1번방’부터 ‘8번방’(속칭 ‘n번방’)까지 여덟 개의 채팅방을 만들어서 여기에 성 착취 영상을 올렸고, 이에 'n번방'이라고 불리게 되었다. 이후 그는 ‘켈리‘라는 닉네임에게 방을 물려주고 잠적하였다. ‘와치맨’이라는 닉네임은 ‘고담방’이라는 텔레그램 방에 그 링크를 올려 접속하게 했던 것이다. N번방 사건은 주 피해자층이 미성년자인 사건으로 아래 서술되는 박사방보다 범죄의 강도가 높다. 그러나 n번방은 2019년 9월에 사라졌고 대신 다른 방들이 생겨났다. 피해자들은 본인이 자발적으로 사진과 영상을 촬영해 범죄의 빌미를 제공했다는 생각에 주변 사람들에게 알리지 못하고 신고도 적극적으로 하지 못하고 있다.

### 박사방
생겨난 방들 중 ‘박사’라는 닉네임이 운영한 ‘박사방’이 가장 유명한데, 성 착취물을 텔레그램 채팅방을 통해 유통하고 암호화폐 결제로만 채팅방에 들어갈 수 있는 전문적인 모델을 만들었기 때문이다. 2019년 7월에 등장한 ‘박사’는 갓갓과는 다른 행적을 보였다. 그는 인스타그램이나 트위터 등, 일반인 여성들에게 '고액 스폰(성매매) 알바를 하겠느냐'며 접근했고, 이에 응한 여성들에게서 신상정보와 누드 사진 등을 얻어낸 뒤 이를 이용하여 여성들을 협박하여 가학적인 사진과 영상을 찍고 올리게 했다. 박사는 갓갓과는 다르게 영상의 판매가 목적이었으므로, 암호화폐를 이용하여 영상들을 판매하던 중 체포되었다. N번방과는 달리 주 피해자층은 20~30대 여성이나, 중학생이 포함되어 있는 등 다양한 피해자 연령대를 보유한 사건이다. 보도가 시작되자 ‘박사’는 기자의 신상정보를 파악하고 유포하기도 했다. 또 인천광역시에 있는 고등학생은 아동 음란물과 마약 거래 링크가 공유되는 여러 개의 텔레그램 채팅방을 운영하고, 경찰 수사에 대비하는 요령까지 공유했다.

### 모방 범죄 우려
n번방은 이를 모방한 박사방을 낳았고 이외에도 모방 범죄를 일으킬 우려가 많다는 지적이 있었다.
2020년 10월 30일 피의자 조주빈 따라 성착취물을 되판 10대들이 1심에서 2년 또는 1년, 보호처분을 받게 되었다.

### 보도와 수사 경위
2018년 12월 대구에서 여고생 성폭행 사건이 발생하고 성폭행 동영상이 n번방에 유통된다. 피해자 가족이 이를 신고하여 수사가 시작돼 성폭행 용의자는 붙잡혔으나, 경찰은 성폭행을 지시한 인물(후에 문형욱으로 밝혀짐)의 추적엔 어려움을 겪었다. 사건이 알려진 초반 김재수(가명)라는 남성 또한 n번방 사건을 보고 112에 신고했지만, 경찰의 무심한 태도에 되려 비밀방 운영자로 변모했다고 증언하기도 했다. 이외에도 2019년 3월에 경북지역 성폭력 상담소에서 N번방 피해자가 경북 경찰에 최초로 신고하면서 본격적으로 사건 수사가 시작된다.
2019년 1월 서울신문이 텔레그램 비밀방에서 아동 음란물이 공유되고 있다는 사실을 잠입취재를 통해 알아내고, 텔레그램 채팅방에서 성착취물이 유통되고 있다는 사실을 알게 된다. 마찬가지로 19년 4월 시사저널은 텔레그램이 불법촬영물 공유용 범죄 플랫폼으로 활용되고 있다는 사실을 보도한다. 8월 2일 언론사 중 최초로 전자신문에서 n번방 사건에 대해 보도한다.
전자신문은 1차 보도에서 텔레그램 성착취가 이뤄지게 된 경위에 대해 기술적 분석을 통해 다뤘다. 미성년 피해자들이 피싱 방식의 해킹을 통해 개인정보를 유출당했으며, 유출당한 정보나 신체 노출 사진을 피해자 주변에 알리겠다고 협박당해 추가로 강제로 촬영된 신체 노출 영상이 유포됐다고 보도했다. 피해자 불법 촬영물 영상이 텔레그램 등을 통해 유통되고 있으며, 해당 영상이 공유되는 채팅방 입장권이 고가에 판매된다는 사실도 이때부터 본격적으로 알려졌다.
이어 8월 12일 2차 보도에서 기자수첩 형식을 빌려 텔레그램을 통한 미성년자 성착취물 공유 실태에 대해 고발했다. 당시 존재하지 않았던 n번방이라는 표현 대신 당시 사용되던 '노예방'으로 표기해 보도했다. 피해자에게 자학·고문·성매매 강요까지 자행됐다는 사실을 다뤘으며, 같은 운영자가 노예방을 10개 이상 운영하고 있으며 파생 노예방이 헤아리기 어려울 정도로 많다는 실태가 기사에 언급됐다.
이후에도 n번방 피해자나 목격자들이 여러 차례 신고하기도 하였는데, 그들 중에는 익명의 대학생 2명으로 구성된 ‘추적단 불꽃’도 있었다, 2019년 7월 이들의 신고와 9월 이들의 제1회 탐사‧심층‧르포취재물 공모 수상과 보도 및 자료제공 이후 강원지방경찰청이 수사에 착수했다. 같은 해 11월 한겨레 김완 기자가 익명의 제보를 토대로 텔레그램 성착취 사건 기사를 게시했다. 이후 오연서 기자 등이 포함된 특별취재단이 구성됐고, 이들은 'n번방'을 인지한 후 거슬러 올라가 추적단 불꽃의 공모전 기사를 확인 및 접촉했다. 이후 이들이 11월 25일부터 연속 기획보도를 한겨레 1면에 올리며 세간에 n번방 사건이 알려졌다. 한국언론진흥재단이 운영하는 뉴스 빅데이터 분석 서비스 ‘빅 카인즈’에 등록된 주요 54개 언론사 중 2019년 12월 시점까지 해당 사건을 보도한 언론사는 한겨레가 유일했다.
2020년 1월 17일 SBS 궁금한 이야기 Y에서 텔레그램 성착취 사건을 다뤘는데, 방송 직후 n번방의 운영자였던 ‘갓갓’이 직접 연락해와 충격받은 피해자가 트윗을 올리기도 했다.
정치권에서는 국민의당 안철수 대표(당시 바른미래당 소속)가 1월 19일 귀국 당시 인천공항 현장에서 발표한 메시지를 통해 n번방 사건을 최초로 언급했고, 2월 19일에 관련 총선 공약을 발표했다. 원내정당 중에서는 정의당이 1월 20일 여성본부 논평을 통해 텔레그램 디지털 성범죄의 근본적 해결을 촉구했고, 2월 14일 긴급 집담회를 개최했다. 원외정당인 여성의당은 2월 20일 발표한 첫 번째 성명서와 21일 발표한 두번째 성명서, 3월 12일 발표한 성명서를 통해 해당 사건의 해결을 촉구했고, 창당준비위원장 인터뷰와 이수정 박사와 가진 토크쇼에서도 "최우선 과제"로 언급했다. 이후 창당 대회에 텔레그램 성착취 신고 프로젝트 리셋과 n번방 사건 강력처벌 촉구 시위팀을 초대하고, 이들과의 협력하에 정책 1호로 디지털 성범죄 근절 공약을 내세우는 등 시급한 문제로 여기고 있다.  3월 12일, 국회 여가위에서 텔레그램 성범죄 엄벌을 촉구하는 기자회견을 가졌다.
2020년 2월 9일, 66명의 n번방 사건 동조자가 검거되었다. 이들은 n번방에서 파생된 여러 텔레그램 방 운영자들 및 공범 16명, 채팅방 운영자들이 유포한 아동성착취물 영상을 다운로드 받아 2차 유포한 혐의를 받는 유통·소지 사범 50명 등으로 구성되었다. 같은 날 경찰청은 경찰청장 산하 사이버테러수사대에 ‘텔레그램 추적 기술적 수사 지원 TF(태스크포스)’를 구성해 ‘n번방’과 ‘박사방’ 사건 등을 집중수사할 것이며, 오는 6월30일까지 텔레그램 뿐만 아니라 다크웹, 음란사이트, 웹하드 등 4대 사이버 성폭력 유통망에 대한 집중 단속을 시행하겠다는 계획을 밝혔다.
3월 17일 '박사'로 추정되는 피의자와 일당 14명이 검거됐다. 피의자는 처음에는 범행을 부인하며 자해소동을 벌이기도 하였으나 결국 본인이 ‘박사’임을 시인했고, 공범들 가운데는 구청이나 동사무소에서 근무하는 사회복무요원들도 있어 이들이 피해자들의 개인정보를 알아내 유출시킨 것으로 파악됐다. 경찰청에 따르면 3월 20일 기준으로 N번방 중 7번방과 박사방을 포함해 텔레그램 내에서 아동 성착취물을 제작·유포·소지한 피의자 124명을 검거하고 18명을 구속했으며 n번방 창시자 '갓갓'에 대한 추적도 계속되고 있다.
범인 검거 전까지 주요 방송사 뉴스에 n번방 사건은 단 4건 보도됐었으나, 3월 20일 처음으로 지상파 방송 3사 저녁 뉴스에 사건이 일제히 보도됐다. 국민적 관심이 높아지자 문재인 대통령도 3월 23일 n번방 사건의 철저한 수사를 지시하며, 박사방 운영자뿐만 아니라 n번방 회원 전원에 대한 조사가 필요하다고 강조했다.
2020년 3월 20일, 경찰은 한 가상화폐를 압수수색 중에 ‘박사방’ 회원 추정되는 명단을 확보하였다.
사건의 심각성을 인지하여 2020년 3월 23일부터 경북지방경찰청은 SNS를 이용한 디지털 성범죄에 대응하기 위해 특별수사단을 설치하고 운영하기 시작한다. 
3월 23일 SBS에서 최초로 ‘박사방’ 용의자 신상을 공개했다. 이어 3월 24일 서울지방경찰청 신상정보공개심의위원회 결정에 따라 성폭력범죄의 처벌 등에 관한 특례법 25조에 근거한 공식적인 신상공개처분이 내려젔다. 용의자는 1995년생 조주빈으로, 성범죄자로서 신상공개처분을 받은 최초의 사례이다.
3월 25일, 거제시청 8급 현직공무원 천 모가 박사의 범행을 도와 1월 아동·청소년의 성보호에 관한 법률 등을 위반(성착취물 제작·배포)한 혐의로 구속된 후 직위해제되어 다음 달 해당 재판을 대기중이다.
3월 26일, 경찰은 빗썸, 업비트, 코인원 등 가상화폐 거래소 5곳 압수수색과 자료를 확보하였다.
2020년 12월 31일, '디지털 성범죄 특별수사본부' 활동이 종료되었다. 약 9개월간 3천 575명을 검거해 그중 245명을 구속했다. 이후 단속은 전국 각 지역 시도 경찰청 '사이버 성폭력 전담수사팀'에서 이어질 것이고, 특히 '위장 수사' 법제화를 적극적으로 추진할 계획이다.

## 규모 추정
2020년 2월 14일 텔레그램 성착취 대응 공동대책위원회가 발족되었다. 성매매문제해결을위한전국연대, 탁틴내일, 한국사이버성폭력대응센터, 한국성폭력상담소 4개 단체가 공론화 및 제문제에 대한 복합적 대응을 위해 공동으로 참여한 출범입장문에서 텔레그램에서 ‘n번 방’ 흥행 뒤, 지인 능욕, 합성 사진, 약물 성폭력 영상, 화장실 불법촬영물 등을 주제로 한 방이 우후죽순 생겨났고, 공동대책위가 60여 개 방을 발견했으며, 해당 방의 참여자를 단순 취합하여 참여자가 26만여 명이라고 추정하였다. 그 중 한 곳에서는 2만여 명의 참여자 및 평균 온라인 인원 1천 명 이상의 큰 규모의 활동이 포착되었다고 밝혔다. 경찰은 해당 추산에 여러 개 방의 중복인원과 부계정을 감안, 활성 ip를 감안하여 실제 이용자를 1만 명~3만 명으로 추산하고 있다. 이후 2020년 3월 기준 성 착취 영상 유포 및 소지자까지 포함한 가담자가 약 6만명이라고 밝혔다.
2020년 3월 20일 텔레그램 성착취 신고 프로젝트 ReSET (Reporting Sexual Exploitation in Telegram)의 성명에 따르면, "3월 18일 오후 기준 디스코드 내 디지털 성범죄 서버는 112개에 달했고 이 서버를 이용한 가해자들은 단순 추산 시 30만명 이상이었다." 리셋은 3월 19일 100여개의 서버 데이터베이스와 그동안 수집한 기록을 사이버수사대에 전달했다고 말했다.
2020년 3월 25일 국내 가상·암호화폐 거래소들은‘n번 방’주도자와 가입자들이 가상화폐로 결제한 것으로 파악되어 이번 사건과 관련해 수사 당국에 협조하기로 하였다.

## 주요 피의자
| n번방 사건 관계도 → 더 자세한 가해자 조직도 |       |                          |      |                                                                                        |  |
| n번방                                       | n번방 | n번방                    |      | 박사방                                                                                 |  |
| 문형욱 (“갓갓”, 최초 운영자) 안승진         | →     | 신 모 (“켈리”, 운영자)   | ←    | 조주빈 (“박사”) 강훈 (“부따”) 이원호 (“이기야”) 이 모 (“태평양”) “사마귀” 최 모 남경읍 |  |
| 문형욱 (“갓갓”, 최초 운영자) 안승진         | 승계  | 신 모 (“켈리”, 운영자)   | 모방 | 조주빈 (“박사”) 강훈 (“부따”) 이원호 (“이기야”) 이 모 (“태평양”) “사마귀” 최 모 남경읍 |  |
| ↑ 모방                                      |       | ↑ 홍보                   |      | 조주빈 (“박사”) 강훈 (“부따”) 이원호 (“이기야”) 이 모 (“태평양”) “사마귀” 최 모 남경읍 |  |
| 제2 n번방                                   |       | 고담방                   |      | 조주빈 (“박사”) 강훈 (“부따”) 이원호 (“이기야”) 이 모 (“태평양”) “사마귀” 최 모 남경읍 |  |
| 배 모 (“로리대장태범”, 운영자)              |       | 전 모 (“와치맨”, 운영자) |      | 조주빈 (“박사”) 강훈 (“부따”) 이원호 (“이기야”) 이 모 (“태평양”) “사마귀” 최 모 남경읍 |  |

### n번방 운영자 및 공범

#### 문형욱(“갓갓”)
2020년 5월 경북지방경찰청 사이버안전과는 닉네임 '갓갓' 문형욱(24세)을 체포하여 구속 영장을 신청하였다. 대구지방법원 안동지원은 12일 "수사와 심문 과정에서의 진술 태도 등을 종합해보면 증거인멸과 도주 우려가 있다"며 문의 구속 영장을 발부하였다.
2020년 5월 13일 경북지방경찰청은 오후 1시에 신공개하였다. 경기도 안성시에 사는 1995년 출생이고 이공계열 한경대학교 건축학과 4학년에 재학 중인 것으로 알려졌다. 2021년 4월 대구지방법원은 문형욱(갓갓)에게 징역 34년과 전자발찌 30년을 선고하였다.2심 대구고등법원에서 항소를 기각했고 3심 대법원에서 상고를 기각해 징역 34년, 전자발찌 30년을 확정했다.

#### 신 모 (“켈리”)
2019년 9월 경찰은 닉네임 ‘갓갓’에게 n번방을 물려받은 전 운영자 신 모(닉네임 '켈리', 30대 남성)를 구속했다. 신 모는 아청법 위반으로 이미 징역형의 집행유예를 선고받은 전력이 있다. 1심에서 춘천지검 형사1부는 징역 2년, 취업제한 5년, 추징 2397만원을 구형했다. 1심 재판부는 징역 1년 및 성폭력치료프로그램이수 40시간, 아동·청소년 관련기관 및 장애인 복지시설에 각 취업제한 3년, 2397만원의 추징을 선고하였다. 춘천지법 1심 재판부는 "아동·청소년 등장 음란물을 대량 소지하고 수사기관 추적이 어려운 텔레그램을 통해 유통해 죄질이 중하다"고 보았으나, 신 모가 수사 과정에서 수사기관에 텔레그램을 이용한 음란물 유통 방식을 알리고, 점조직 형태의 유포자를 검거하거나 추적할 단서 등을 제공했다는 점 등 등 수사에 적극 협조하고 기여한 점을 특별 참작하여 징역 1년을 선고했다고 알려졌다. 더불어 신 모는 1심에서 11차례 반성문을 제출하여 선처를 호소해왔다고 알려졌다. 검찰은 항소를 하지 않고 신 모만 항소했으며, 신 모는 2심을 진행하는 춘천지법 형사부에도 반성문을 1차례 제출하였다.
2020년 3월 25일 검찰은 항소하지 않은 이유를 "항소기준 및 피고인이 범행 전부를 자백하고 점조직 형태의 음란물 유포자 등을 추적·검거하는 단서를 제공한 점 등을 고려해 항소하지 않았다"고 들며, "변론 재개를 신청하는 등 향후 항소심 공판에 적극 대응할 것이며 음란물 제작 관여 여부와 소위 'n번방' 사건과의 관련성 및 공범 유무 등을 보완수사해 그 죄질에 부합하는 형사책임을 묻겠다"고 밝혔다. 춘천지법은 26일 검찰의 변론재개 요청을 받아들여 4월22일로 공판기일이 지정되었다. 단, 법원이 변론을 재개해도 검찰이 추가 혐의를 발견하지 못하면, 법원은 1심에서 판결보다 높은 형을 선고할 수 없다. 2020년 4월 20일 춘천지법에 따르면 4월 17일 신 모가 항소취하서를 제출하였고, 검찰이 항소하지 않은 상태였으므로, 이로 인해 재판을 종결했다. 이로서 1심에서 받은 징역 1년형이 확정됐다.

#### 안승진 (“코태”)
n번방을 운영한 문형욱의 공범으로, 2020년 6월 22일에 신상이 공개되었다. 2020년 9월 24일 검찰은 안승진에게 징역 20년을 구형했다. 1심에서 징역 10년을 선고받았다. 2심에서 항소를 기각해 징역 10년을 선고받았고 항소하지않아 형이 확정되었다.

#### 기타 피의자
추적단불꽃에 따르면 2019년까지 활발히 활동했던 n번방 가담자들 중 ‘키로이’, ‘똥집튀김’, ‘체스터’ 등의 닉네임으로 활동하던 이들이 아직 잡히지 않았다.

### 고담방 운영자

#### 전 모 (“와치맨”)
2019년 9월 닉네임 ‘와치맨’이 구속되었다. 와치맨은 38세의 회사원 전 모로 이전에도 음란물유포로 집행유예를 받았으며, n번방의 대중화 설계자로 알려졌다. 전 모는 불법촬영 인터넷사이트를 운영한 혐의로 기소되어 검찰에 의해 징역 3년 6개월을 구형받았는데, 재판중 텔레그램 n번방과의 연관성이 밝혀짐에 따라 변론 재개 신청이 이루어진 상태이다. 검찰이 10년 6개월을 구형하고 1심에서 징역 7년을 선고받았다.

### 제2 n번방 운영자

#### 배 모 (“로리대장태범”)
2019년 11월 경찰은 ‘로리대장태범’(배 모, 10대)를 체포했다. 배 모는 n번방을 모방해 텔레그램 대화방을 운영하며 미성년자 등에 대한 성착취 불법 촬영물을 제작·유포하였다. 배 모는 '갓갓' 잠적 이후 'Project N'(프로젝트 N)이라는 이름으로 범행을 모의했으며, 피해자는 여중생 3명이다.
3월 31일 춘천지방법원에서 열린 재판에서 자신의 범행을 모두 인정했다. 5월 1일 춘천지방법원에서 이어진 심리에서, 검찰이 기존 공소 사실인 음란물 제작과 배포 이외에, 강제 추행과 음행 강요 등의 혐의를 추가했다. 배 모, '슬픈고양이' 류 모를 포함한 3인의 피고인 측은 이를 모두 인정했다. 검찰은 양형과 관련된 내용을 확인하기 위해 피고인 신문을 재판부에 요청했다. 이로 인해 당일 예정된 결심공판이 5월 14일로 미루어졌으며, 당일 피고인 신문 예정이다.
6월 5일, ‘로리대장태범’(배 모, 10대)는 소년법상 유기 징역형의 법정 최고형인 징역 장기 10년·단기 5년, 10년간 위치추적 전자장치(전자발찌) 부착 명령을 선고받았다. 2심에서 검찰측, 피의자측 항소가 모두 기각되었다.

#### 류 모 ("슬픈고양이")
1심에서 징역 8년형을 선고 받았으며, 2심에서도 8년형을 구형받아 재판 중이다.

### 박사방 운영자 및 공범

#### 조주빈 (“박사”)
2020년 3월 17일 경찰은 ‘박사’로 추정되는 용의자를 공범 14명과 함께 검거했다.

#### 이 모 (“태평양”)
2020년 3월 26일, 텔레그램 '박사방' 운영진이었다가 '태평양원정대'라는 성착취물 공유방을 별도로 꾸린 16세 피의자 태평양을 지난달 구속해 검찰에 넘긴 것으로 확인되었다. 태평양이 운영한 텔레그램 방에서는 음란물은 수백 개에서 수천 개가량 올라왔고 피해자 성착취 영상과 성희롱 영상 등이 다수 있었던 것으로 알려졌다.1심에서 징역 장기 10년, 단기 5년을 선고했다. 2심에서 항소를 기각해 형을 유지했고 상고했으나 취하해 형이 확정됐다.

#### 이원호(“이기야”)
2020년 4월 3일 현재 군인 신분인 이원호 일병이 ‘박사방’에서 활동하며 수백 회에 걸쳐 성착취 영상을 유포하고, ‘박사방’을 외부에 홍보한 혐의로 육군수도방위사령부 군사경찰에게 체포되었다.
2020년 4월 14일 군사경찰은 아동 청소년성보호법 위반 등의 혐의 기소 의견으로 군 검찰에 송치하였다.
2020년 4월 28일 경찰청신상공개심의위원회의 결정에 따라 육군 일병 신상이 공개가 결정되었다.
2021년 1월 20일 1심서 징역 12년, 신상정보공개명령 7년을 선고했다.
2021년 4월 22일 2심서 항소 기각당해 징역 12년을 유지되었다.
2021년 10월 14일 3심서 상고 기각당해 징역 12년을 확정받았다.

#### 최 모 (전 사회복무요원)
서울 송파구 주민센터 사회복무요원으로 활동하면서 200여명의 개인정보를 불법 유출해 범죄에 가담한 정황이 드러났다. 이 중에는 손석희 JTBC 사장의 차종과 차량 번호도 포함된 것으로 밝혀지게 되었다.
2020년 4월 10일 서울지방경찰청 사이버안전과는 개인정보보호법 위반 등 혐의로 기소 의견을 달아 검찰에 송치하였다.

#### 강훈 (“부따”)
2020년 4월 7일, '박사방' 참여자들을 모집하여 얻은 범죄수익금(가상화폐)을 조주빈에게 제공한 혐의로 아동·청소년의 성보호에 관한 법률 위반 등 혐의를 적용해 체포되어 구속영장이 신청되었다.
2020년 4월 8일 SNS에서 강훈의 신상과 학창시절 사진이 공개되었다. 게시글에 따르면 강훈은 2001년생으로 서울에 거주중인 사실이 밝혀졌다.
4월 9일 오전에 경찰청신상공개위원회에서 신상공개를 검토하였다. 4월 10일 경찰청신상공개위원회는 청소년보호법상 미성년에 해당하면 불가능하다고 밝혔다.
4월 12일 서울지방경찰청은 강훈이 2001년생으로 신상정보공개 심의위원회 개최 대상이라 판단했다. 4월 16일 신상정보가 공개되었다. 같은 날 강훈은 신상정보 공개 집행 정지 신청을 하였지만 법원은 신청을 기각하였다.
5월 29일, 서울과학기술대학교에서 학생지도위원회를 열고 인문사회학부에 입학한 강훈을 제적하기로 결정했다.
12월 8일 검찰은 강훈에게 징역 30년을 선고해달라고 재판부에 요청했다. 징역 외에 전자발찌 부착 15년, 성폭력 치료 프로그램 이수, 장애인 복지 시설 취업 제한, 신상공개 등도 명령했다.
2021년 7월 20일 검찰은 2심에서도 징역 30년을 구형하였다.
2심에서 재판부는 항소를 기각해 징역 15년을 선고했다.
2021년 11월 11일 대법원은 상고를 기각해 징역 15년을 선고했다.

#### “사마귀”
'부따', '이기야', '태평양'과 함께, 조주빈이 30여 개의 방을 공동 운영한 공범으로 지목한 4명 중 1명이다. 2020년 5월 대구의 한 40대 남성이 자신을 '사마귀'라고 허위신고 하는 사건이 있었다. 현재는 경상도 거주 박씨가 유력하다고 하였지만 이미 증거는 사라진 상태이다. 2020년 10월 기준 '태양', '당나귀' 등과 함께 박사방 관련해서 여전히 검거되지 않은 주요 피의자 중 한 명이다.

#### 남경읍 (DI)
2020년 7월 13일 서울지방경찰청 신상공개위원회에서 남경읍의 신상공개가 결정되었다. 경찰의 발표에 따르면, 남경읍(29)은 박사방 유료회원이자 운영자인 조주빈의 공범으로, 피해자들을 유인해 성착취물 제작에 가담한 혐의(범죄단체가입·성폭력범죄의 처벌 등에 관한 특례법 위반·강요 등)를 받으며, 조주빈의 범행을 모방해 피해자를 협박한 혐의도 있다. 7월 6일 구속되었으며, 7월 15일 경찰이 남경읍을 서울종로서에서 서울중앙지방검찰청에 넘기기 위해 호송차에 태우는 과정에서 얼굴이 공개되었다.1심에서 징역 17년을 선고받았다. 2심에서 징역 15년을 선고받았다. 3심에서 상고를 기각해 징역 15년을 확정했다.

### 기타 피의자

#### 공무원
국회 행정안전위원회 소속 박완수 국민의힘 국회의원이 2020년 10월 20일 경찰청으로부터 제출받은 국정감사 자료에 따르면, 149명의 현직 공무원들이 N번방·박사방에 참여했다. 직업별로는 군인·군무원이 128명, 교사 8명, 경찰·지방자치단체 공무원 4명, 소방 2명, 국립대병원 직원·보호관찰직 공무원·공무원 각 1명이다. 같은 달 15일 국회 교육위원회 이탄희 더불어민주당 의원이 교육부·교육청에서 받은 자료에 따르면 인천·충남·강원에서 4명의 교사가 n번방 성착취물 사건 피의자로 수사를 받고 있으며, 최근까지 초등학교 담임을 맡는 등 교직생활을 한 것으로 알려졌다.

#### 언론인
MBC 소속 기자가 박사방에 70만원을 송금하는 등 유료회원으로 가입한 정황이 확인되어 해고됐다. 해당 기자는 취재 목적으로 가입했다는 주장을 펴며 해고에 불복했으나 재심 인사위에서 재차 해고 결정을 받았다. 이후 해고 무효 소송을 진행 중인지는 알려진 바 없다. 경찰은 전 MBC 기자를 기소의견으로 검찰에 송치했다.

#### 종교인
2020년 11월 23일, ‘n번방’, ‘박사방’ 성착취 영상물을 유포한 혐의로 기소된 30대 전직 승려 신 모에게 검찰이 징역 8년을 구형했다.

## 국민청원 및 정부의 제도적 대응
3월 26일, 행정안전부 주민등록번호변경위원회는'n번방' 피해자로 인지되는 주민등록번호 변경 신청 건이 있을 경우,‘긴급처리 안건’으로 상정해 가급적 3주 이내에 신속하게 처리하겠다고 입장을 밝혔다. 원래 법정처리기한은 6개월이며 통상 3개월이 소요된다.

### 국제공조수사청원
2020년 1월 2일에 새로운 청와대 국민청원이 올라왔고 국제 공조 수사를 청원하는 내용에 219,705명이 동의하면서 답변을 받았다. 3월 1일자로 민갑룡 경찰청장은 청원 답변의 발표하는 영상 및 답변전문을 공개하였다.

### 국회 국민동의청원
2020년 1월 15일 n번방 사건과 관련해 경찰의 국제공조수사, 디지털성범죄 전담부서 신설, 디지털 성범죄에 대한 양형기준 상향, 수사기관의 2차 가해 방지를 포함한 대응 매뉴얼 제작 등을 요구하는 국회 국민동의청원에 10만명이 동의했고, 2월 10일 국회 법제사법위원회에 청원처리 안건으로 접수되어 3월 2일 해당 소위에 직접 회부되었지만, 3월 3일 본회의불부의 처리했다. 본회의불부의(본회의에 부의하지 않기로 함)라는 심사 결과는 2020년 3월 3일 법제사법위원회 법안심사 제1소위원회에서 의결한 「성폭력범죄의 처벌 등에 관한 특례볍 일부개정법률안(대안)」에 청원의 취지가 반영되었다는 이유였다. 하지만 이는 졸속 처리라는 비판을 받았다. Project ReSET에 따르면, 해당 개정법률안은 소위 '딥페이크'를 제작ᆞ 반포하는 행위 등의 내용만을 다루고 있을 뿐, "10만의 국민이 국회에 요구한 양형기준 강화, 수사 시스템 개선, 국제 공고 수사와 관련한 내용을 전혀 반영하지 않았기" 때문이다. 심지어 관련 자료집 제공에도 불구하고 한달 남짓한 시간 동안 사건에 대한 파악마저 제대로 안 한 상태에서 처리한 것이 밝혀졌는데 이 과정에서 나온 발언들이 논란을 빚었다.

### 핵심 피의자 및 참여자 전원 신상공개 청원
청와대 국민청원에 3월 18일 핵심 피의자 '박사'의 신상공개 및 포토라인을 요구하는 청원이, 3월 20일 텔레그램 비밀방 참여자 전원의 신상공개를 요구하는 청원이 올라왔다. 3월 24일까지 각각 257만명, 185만명이 넘게 참여했다. 박사의 신상공개 및 포토라인 요구 청원은 청와대 국민청원 역대 최다 동의를 받았다.
3월 24일 오후 청원에 대하여 민갑룡 경찰청장과 이정옥 여성가족부 장관이 답변하였으며, 디지털 성범죄 특별수사본부의 설치 및 디지털 성범죄 양형기준의 마련 등을 약속하였다.

## n번방 방지법
성폭력처벌법 개정안
불법 촬영물의 반포·판매·임대·제공만 처벌 대상으로 삼는데 현행법에서 불법 성적 촬영물을 소지·구입·저장·시청한 자를 3년 이하의 징역이나 3천만원 이하의 벌금에 처하는 규정으로 추가하여 개정했다. 자신이 직접 촬영한 영상물이라고 해도, 다른 사람이 본인 의사에 반해 유포하면 처벌한다는 규정을 명확히 하고 형량도 높였다.
성적 수치심을 일으킬 수 있는 촬영물을 이용하여 협박하거나 강요한 자에게는 각각 1년 이상, 3년 이상의 징역형을 부과하는 내용이 신설됐다.
특수강도강간 등을 모의했을 경우 실행에 옮기지 않았더라도 예비·음모죄로 3년 이하의 징역에 처할 수 있도록 했고, 불법 영상물 촬영·제작에 대한 법정형량은 상향조정으로 한층 더 강화했다.
형법 개정안
미성년자 의제 강간 연령 기준을 만 13살에서 만 16살로 높였다.
70여명에 이르는 피해자에게 가해진 폭행·협박이 실제 범죄로 이어졌는지 입증되지 않아 가해자들이 가중처벌을 받지 않는다는 지적에 강간·유사강간을 계획한 사람에 대해서도 역시 예비·음모죄로 3년 이하의 징역에 처할 수 있다.
범죄수익은닉규제법
디지털 성폭력 범죄의 경우 "개별 범죄와 범죄수익 간 관련성을 입증하는 것이 쉽지 않아 범죄수익 환수가 어렵다"라는 의견이 있어 입증 책임을 완화했다.
청소년성보호법 개정안
성매매 대상이 된 아동·청소년을 ‘피해자’로 명시하고 아동·청소년을 대상으로 한 성폭력 범죄뿐 아니라 단순 성범죄를 저지른 사람도 신상 공개 대상

## 의견
일부에서 이 사건의 해결과 재발 방지를 위해서는 첫째, 정부의 적극적인 국제 공조 수사 협조 요청, 둘째, 디지털 성범죄의 전담 기구 신설, 셋째, 양형 기준 강화 및 불법 수익 환수를 위한 강력한 제도 마련, 넷째, 함정 수사 허용, 다섯째, 플랫폼에 대한 처벌 등이 필요하다고 지적한다. 이번 사건을 두고 '디지털 집단 성폭력', '성착취' 등의 새로운 개념과 죄명 도입이 필요하다는 의견도 제시됐다.

## 같이 보기
- 추적단 불꽃
- 프로젝트 리셋
- 텔레그램
- 웰컴투비디오 사건
- 서울대 N번방 사건